# (5010) Amenemhat
(5010) Amenemhat, désignation internationale (5010) Amenemhet, est un astéroïde de la ceinture principale.

## Description
(5010) Amenemhat est un astéroïde de la ceinture principale. Il fut découvert par Cornelis Johannes van Houten et Tom Gehrels le 24 septembre 1960 à l'observatoire Palomar. Il présente une orbite caractérisée par un demi-grand axe de 2,71 UA, une excentricité de 0,203 et une inclinaison de 14,66° par rapport à l'écliptique.
Il fut nommé en hommage à Amenemhat III, 1844-1797 avant Jésus-Christ, fils de Sésostris III.

## Compléments